# Рибулоза
Рибулоза је кетопентоза – моносахарид који садржи пет атома угљеника, као и кетонску функционалну групу. Хемијска формула му је . Могућа су два енантиомера, D-рибулоза (-еритро-пентулоза) и L-рибулоза (-еритро-пентулоза). -рибулоза је посредник у производњи D-арабитола код гљива.
Као 1,5-бисфосфат, комбинује се са CO2 на почетку фотосинтетског процеса код зелених биљака; d-рибулоза је диастереомер d-ксилулозе.
Синтетички вид рибулозе, познат као сукрорибулоза се налази у многим врстама вештачких заслађивача.